# Леговец, Иржи
И́ржи Ле́говец (чеш. Jiří Lehovec; 3 января 1909, Прага, Австро-Венгрия, ныне Чехия — 11 декабря 1995, там же) — чешский кинорежиссёр и документалист.

## Биография
Один из основателей чешской школы кинодокументалистики. Увлекался фотографией, выставлял свои работы на международных выставках. В 1935 снял несколько сюжетов для спектакля «Май» (по К. Г. Махе) в Театре Э. Ф. Буриана. Как оператор участвовал в съёмках короткометражных фильмов. Как кинорежиссёр дебютировал в 1938 («Каменная слава»). Вёл педагогическую работу, с 1946 — заведующий кафедрой режиссуры  ФАМУ.

## Избранная фильмография
- 1938 — Каменная слава / Kamenná sláva (к/ф)
- 1941 — Ритм /
- 1951 — Людвиг Куба / Ludvík Kuba
- 1951 — Признание / Priznání (х/ф)
- 1954 — Мир красок Отакара Неедлого /
- 1957 — История старой реки /
- 1958 — Прага, мать городов / Praha, matka měst
- 1963 — Микоин PH=510 / Mykoin PH 510 (х/ф)

## Награды
- 1955 — Государственная премия ЧССР
- 1967 — Заслуженный артист ЧССР